# Grand Prix automobile d'Afrique du Sud 1973
Résultats du Grand Prix d'Afrique du Sud de Formule 1 1973 qui a eu lieu sur le circuit de Kyalami près de Johannesburg le 3 mars 1973.

## Classement
| Pos  | N° | Pilote               | Écurie            | Tours | Temps/Abandon      | Grille | Points |
| ---- | -- | -------------------- | ----------------- | ----- | ------------------ | ------ | ------ |
| 1    | 3  | Jackie Stewart       | Tyrrell-Ford      | 79    | 1 h 43 min 11 s 07 | 16     | 9      |
| 2    | 6  | Peter Revson         | McLaren-Ford      | 79    | +24 s 55           | 6      | 6      |
| 3    | 1  | Emerson Fittipaldi   | Lotus-Ford        | 79    | +25 s 06           | 2      | 4      |
| 4    | 9  | Arturo Merzario      | Ferrari           | 78    | + 1 tour           | 15     | 3      |
| 5    | 5  | Denny Hulme          | McLaren-Ford      | 77    | + 2 tours          | 1      | 2      |
| 6    | 23 | George Follmer       | Shadow-Ford       | 77    | + 2 tours          | 21     | 1      |
| 7    | 18 | Carlos Reutemann     | Brabham-Ford      | 77    | + 2 tours          | 8      |        |
| 8    | 12 | Andrea de Adamich    | Surtees-Ford      | 77    | + 2 tours          | 20     |        |
| 9    | 7  | Jody Scheckter       | McLaren-Ford      | 75    | Moteur             | 3      |        |
| 10   | 21 | Howden Ganley        | Iso Marlboro-Ford | 73    | + 6 tours          | 19     |        |
| 11   | 2  | Ronnie Peterson      | Lotus-Ford        | 73    | + 6 tours          | 4      |        |
| Abd. | 11 | Carlos Pace          | Surtees-Ford      | 69    | Accident           | 9      |        |
| Nc.  | 26 | Eddie Keizan         | Tyrrell-Ford      | 67    | Non classé         | 22     |        |
| Nc.  | 14 | Jean-Pierre Jarier   | March-Ford        | 66    | Non classé         | 18     |        |
| Nc.  | 4  | François Cevert      | Tyrrell-Ford      | 66    | Non classé         | 25     |        |
| Nc.  | 24 | Mike Beuttler        | March-Ford        | 65    | Non classé         | 23     |        |
| Abd. | 19 | Wilson Fittipaldi    | Brabham-Ford      | 52    | Boîte de vitesses  | 17     |        |
| Abd. | 20 | Jackie Pretorius     | Iso Marlboro-Ford | 35    | Surchauffe moteur  | 24     |        |
| Abd. | 17 | Niki Lauda           | BRM               | 26    | Moteur             | 10     |        |
| Abd. | 22 | Jackie Oliver        | Shadow-Ford       | 14    | Moteur             | 14     |        |
| Abd. | 16 | Jean-Pierre Beltoise | BRM               | 4     | Embrayage          | 7      |        |
| Abd. | 25 | Dave Charlton        | Lotus-Ford        | 3     | Accident           | 13     |        |
| Abd. | 15 | Clay Regazzoni       | BRM               | 2     | Accident           | 5      |        |
| Abd. | 8  | Jacky Ickx           | Ferrari           | 2     | Accident           | 11     |        |
| Abd. | 10 | Mike Hailwood        | Surtees-Ford      | 2     | Accident           | 12     |        |

Légende :
- Abd.=Abandon

## Pole position et record du tour
- Pole position : Denny Hulme en 1 min 16 s 28 (vitesse moyenne : 193,686 km/h).
- Meilleur tour en course : Emerson Fittipaldi en 1 min 17 s 10 au 76e tour (vitesse moyenne : 191,626 km/h).

## Tours en tête
- Denny Hulme : 4 (1-4)
- Jody Scheckter : 2 (5-6)
- Jackie Stewart : 73 (7-79)

## À noter
- 23e victoire pour Jackie Stewart.
- 12e victoire pour Tyrrell en tant que constructeur.
- 54e victoire pour Ford Cosworth en tant que motoriste.
- 1re et unique pole position du pilote néo-zélandais Denny Hulme.
- 1er Grand Prix de l'écurie Shadow.
- L'épreuve est demeurée fameuse par l'image du Britannique Mike Hailwood qui a plongé dans les flammes pour sauver la vie du pilote suisse Clay Regazzoni, prisonnier de sa monoplace après un carambolage en début de course.